# Jessica Roberts
Jessica Roberts (Carmarthen, 11 de abril de 1999) é uma ciclista britânica.

## Carreira
Roberts venceu o Campeonato Britânico de Corrida de Estrada em 2018. Sua irmã, Amy Roberts, também é ciclista profissional.
Roberts conquistou seu terceiro título nacional no Campeonato Nacional Britânico de Ciclismo de Pista de 2023, ela venceu a Perseguição por Equipe pela terceira vez, depois de vencer o título anteriormente em 2017 e 2019.
Ela fez parte da equipe da Grã-Bretanha que ganhou o ouro na perseguição por equipes no Campeonato Mundial de Ciclismo de Pista UCI de 2024 em Ballerup, Dinamarca.  Mais tarde, no evento, ela ganhou a prata no omnium. Nos Jogos Olímpicos de Verão de 2024, em Paris, conquistou a medalha de bronze na prova de perseguição por equipes.